# Djer
Djer (mer korrekt Hor-Djer) var den andra eller tredje faraonen av den första dynastin. Hans styre började omkring 2980 f.Kr. Under hans långa tid vid makten införde han en mängd nyheter i landet.
Abydoslistan sätter Teti I som den andra faraon, Turinpapyrusen uppger Iteti medan Manetho nämner Athothis.
Radiometriska mätningar publicerade 2013 daterar början på Djers regeringstid med 68% sannolikhetsintervall mellan 3073 och 3036 f.Kr.

## Namn och identitet
På Kairostenen sidan om Djers horusnamn finns ytterligare ett namn som möjligtvis är en tidig form av de senare goldhorusnamnen. Egyptologer är väldigt osäkra på funktionen och betydelsen eftersom guldnamnet inte infördes förrän under Djoser i 3:e dynastin.
Kairostenen nämner också ett födelsenamn, Iteti i en kartusch. Det handlar här nog om ett kronologiskt misstag eftersom kungsnamn skrivet i kartuscher först infördes under farao Huni mot slutet på 3:e dynasti.

## Familj
Enligt Kairostenen var Djers mor var troligen Chenethapi. 
Djer var troligen son till Aha med bi-hustrun Hent. Hans hustru var prinsessan Herneith som möjligen var ättling till drottning Merneith och farao Wadj. Han hade troligen flera bi-hustrur, vilka inkluderade Nekhetneith, Seshemetka och Penebui.

## Fysiska bevis
Det finns en hel del bevis på Djers liv och styre:
- Grav i Umm el-Qa'ab, Abydos
- Sigillavtryck från grav 2185 och 3471 i Sakkara
- Inskriptioner i gravarna 3503, 3506 och 3035 i Sakkara
- Sigill avtryck och inskriptioner från Helwan[6]
- Kruka från Turah med Djers namn[7]
- UC 16182 elfenbenstablett från Abydos, dottergrav 612 i Djers inneslutning[8]
- UC 16172 kopparyxa med Djers namn[9]
- Hällristning med Djers namn (dock av tvivelaktig äkthet) vid Wadi Halfa, Sudan

Inskriptionerna på elfenben och trä är skrivna i en väldigt tidig form av hieroglyfer som hindrar fullständig översättning. En elfenbenstablett från Abydos nämner att Djer besökte Buto och Sais i Nildeltat. En av hans år på Kairostenen var namngett som "Året då landet Setjet besegrades", vilket ofta spekuleras varit Sinai eller bortom det.

## Härskare
Enligt De Kungliga Årsböckerna (engelska: Royal Annals) regerade Djer i 41 hela och ofullständiga år. De nio första åren är bevarade i på Palermostenen, medan ytterligare tio finns på fragment K1. Inskriptionerna visar att Djer införde traditionen Horus eskort-festivalen (som firades vartannat år) där han som den levande Horus reste genom landet. Han grundade den kungliga domänen Semer-netjeru (Gudarnas följeslagare). och det nya kungliga residenset som förvaltades av tjänstemannen Amka.
Djer sände flera expeditioner till Sinai-halvön och i hans grav hittades smycken av turkos troligen från Sinai. I en kalender ska hans död ha inträffat på dag 7 i säsongen Peret III (omkr. oktober). Dag 17 i Schemu säsongen kröntes hans efterträdare Wadj till farao.
Han har beskrivits som en lärd man och tros ha författat en lärobok i anatomi som fortfarande användes under hellenistisk tid.

## Grav

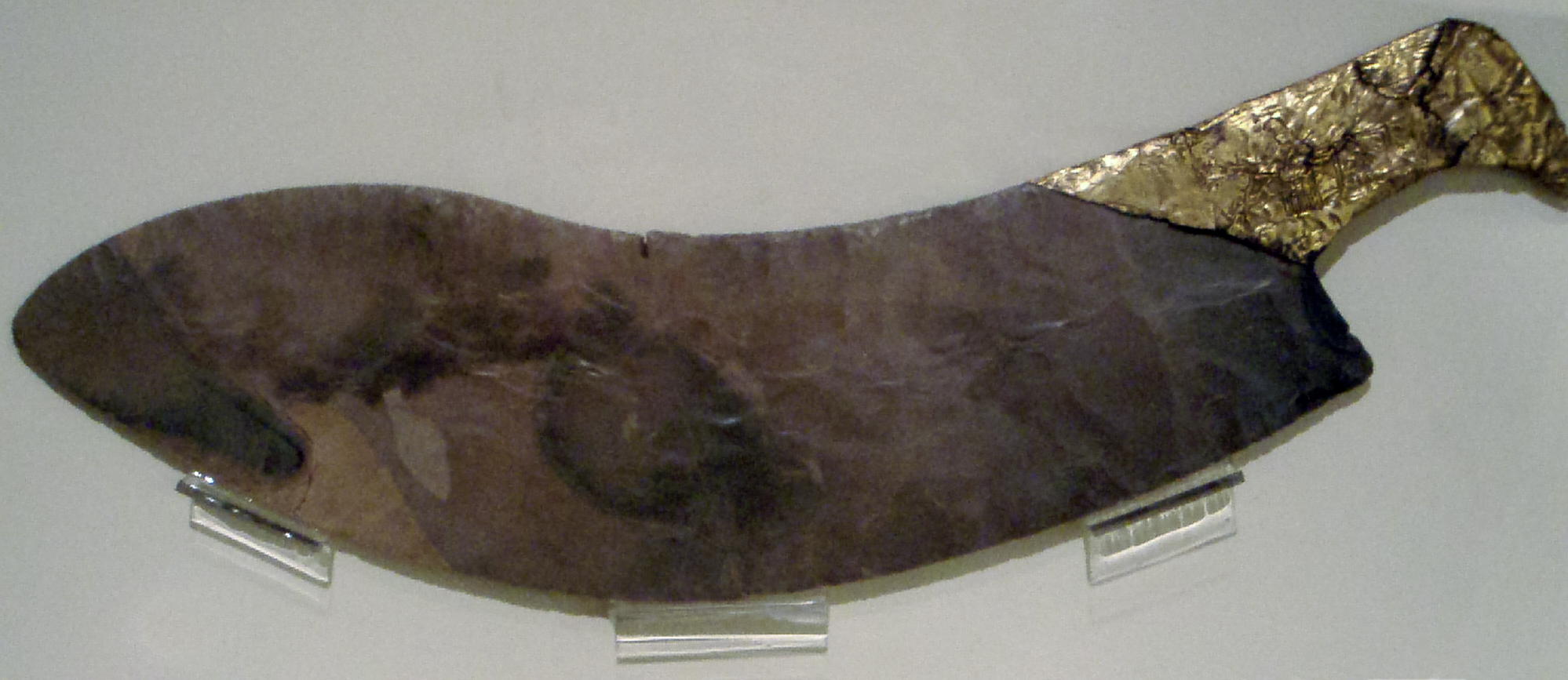
Flintkniv från Djers grav

Djer begravdes i grav O vid nekropolen Peqer nära Abydos och upptäcktes 1896 i. Det ligger över 300 sidogravar i närheten och tidigt under Mellersta riket gjordes hela nekropolen om till ett cenotafium till guden Osiris. Graven består av en enda gravkammare med måtten 12x13m, vilket gör den till den största från första dynastin. Omkring 1,5 km norr om gravarna i Abydos fanns en ritualanläggning som förmodligen användes av Osiris-kulten i anslutning till nekropolen.
En underlig flintstenskniv med förgyllt handtag med Djers ingraverade namn hittades också.
Flinders Petrie fann i sin utgrävning 1901 en mumifierad arm med armband av guld och halvädelstenar som troligen gömdes av en forntida gravplundrare som blev upptäckt. Armbandet befinner sig nu i Egyptiska Museet i Kairo, men mumiearmen har tyvärr förlorats.